# Leszek Cwojdziński
Leszek Kazimierz Cwojdziński (ur. 27 marca 1956) – polski pilot, generał dywizji pilot Wojska Polskiego w stanie spoczynku.

## Życiorys
W latach 1975–1979 był podchorążym Wyższej Oficerskiej Szkoły Lotniczej im. Janka Krasickiego w Dęblinie, a w 1984 został absolwentem Uniwersytetu Marii Curie-Skłodowskiej. Odbył szereg kursów specjalistycznych związanych z lotnictwem wojskowym, a w 2000 studia podyplomowe w Wojskowej Akademii Technicznej. Trzy lata później, również w WAT, na podstawie pracy Analiza możliwości poprawy dokładności wyznaczania pozycji obiektów (celów) w oparciu o teledetekcyjne dane obrazowe uzyskał stopień doktora nauk technicznych w zakresie geodezji i kartografii.
Od 1979 służył w 60 Lotniczym Pułku Szkolnym jako pilot-instruktor, w latach 1986–1989 w ramach 6 Pułku Lotnictwa Myśliwsko-Bombowego był starszym pilotem, następnie dowódcą klucza lotniczego i zastępcą dowódcy eskadry. W 1992 został dowódcą eskadry i zastępcą dowódcy pułku. Od 1996 do 1999 dowodził 7 Pułkiem Lotnictwa Bombowo-Rozpoznawczego, po czym pełnił funkcję dowódcy baz lotniczych: 21 Bazy Lotniczej (do 2001) i 3 Bazy Lotniczej (do 2002). Później był zastępcą szefa sztabu 3 Korpusu Obrony Powietrznej we Wrocławiu. W sierpniu 2005 mianowany na stopień generała brygady. W latach 2005–2007 zajmował stanowisko szefa Wojsk Lotniczych – zastępcy szefa szkolenia Sił Powietrznych. W 2007 został zastępcą szefa Zarządu Szkolenia Sztabu Generalnego Wojska Polskiego, a w 2010 szefem Szkolenia Sił Powietrznych RP.
11 sierpnia 2010 prezydent Bronisław Komorowski awansował go na stopień generała dywizji.
4 sierpnia 2011, po upublicznieniu 29 lipca tego samego roku przez Komisję Badania Wypadków Lotniczych Lotnictwa Państwowego pod przewodnictwem Jerzego Millera Raportu końcowego z badania zdarzenia lotniczego nr 192/2010/11 samolotu Tu-154M nr 101 zaistniałego dnia 10 kwietnia 2010 r. w rejonie lotniska Smoleńsk Północny (tzw. katastrofy smoleńskiej), minister obrony narodowej Tomasz Siemoniak zwolnił go (podobnie jak szereg innych osób) z zajmowanego stanowiska służbowego. W późniejszym okresie został dyrektorem Departamentu Polityki Zbrojeniowej MON. W 2016 zakończył zawodową służbę wojskową, przechodząc w stan spoczynku.

## Odznaczenia
- Krzyż Kawalerski Orderu Odrodzenia Polski (2005)[7]
- Złoty Krzyż Zasługi (2000)[8]
- Srebrny Krzyż Zasługi (1993)[9]